# Diane Modahl
Diane Modahl (née Edwards le 17 juin 1966 à Manchester) est une athlète britannique, spécialiste du 800 mètres. 

## Biographie
Diane Modahl remporte trois médailles sur 800 mètres lors des Jeux du Commonwealth : l'or en 1990, l'argent en 1986, et le bronze en 1998.
Elle participe à trois Jeux olympiques consécutifs, obtenant son meilleur résultat en 1988 en se classant huitième du 800 m des Jeux de Séoul.Elle termine par ailleurs au pied du podium des 800 mètres féminin aux Championnats du monde 1993.
Elle se classe troisième de la Finale du Grand Prix 1989 et remporte la Coupe d'Europe des nations 1994 à Birmingham.

## Palmarès
| Date | Compétition                    | Lieu              | Résultat | Épreuve | Temps         |
| ---- | ------------------------------ | ----------------- | -------- | ------- | ------------- |
| 1986 | Jeux du Commonwealth           | Édimbourg         | 2e       | 800 m   | 2 min 01 s 12 |
| 1988 | Jeux olympiques                | Séoul             | 8e       | 800 m   | 2 min 00 s 77 |
| 1989 | Finale du Grand Prix           | Monaco            | 3e       | 800 m   | 2 min 00 s 83 |
| 1990 | Championnats d'Europe en salle | Glasgow           | 7e       | 1 500 m | 4 min 21 s 27 |
| 1990 | Championnats d'Europe          | Split             | 8e       | 800 m   | 2 min 02 s 62 |
| 1990 | Jeux du Commonwealth           | Auckland          | 1re      | 800 m   | 2 min 00 s 25 |
| 1993 | Championnats du monde          | Stuttgart         | 4e       | 800 m   | 1 min 59 s 42 |
| 1994 | Coupe d'Europe des nations     | Birmingham        | 1re      | 800 m   | 2 min 02 s 81 |
| 1994 | Goodwill Games                 | Saint-Pétersbourg | 4e       | 800 m   | 1 min 59 s 85 |
| 1998 | Jeux du Commonwealth           | Kuala Lumpur      | 3e       | 800 m   | 1 min 58 s 81 |

## Records
| Épreuve | Épreuve   | Performance   | Lieu       | Date            |
| ------- | --------- | ------------- | ---------- | --------------- |
| 800 m   | Plein air | 1 min 58 s 65 | Oslo       | 14 juillet 1990 |
| 800 m   | Salle     | 2 min 2 s 17  | Birmingham | 22 février 1992 |